# NHL Entry Draft 1994
1994 NHL Entry Draft var den 32:e NHL-draften. Den ägde rum 28–29 juni 1994 i Hartford Civic Center, numera känd som XL Center, som ligger i Hartford i Connecticut i USA.
Florida Panthers var först ut att välja spelare och de valde Ed Jovanovski.